# Iwona Otrocka-Domagała
Iwona Małgorzata Otrocka-Domagała – polska lekarka weterynarii, doktor habilitowany nauk rolniczych, profesor na Uniwersytecie Warmińsko-Mazurskim w Olsztynie, specjalistka od patomorfologii.

## Kariera naukowa
W 1998 roku na Akademii Rolniczo-Technicznej w Olsztynie uzyskała tytuł lekarza weterynarii. W 2002 roku na Uniwersytecie Warmińsko-Mazurskim w Olsztynie uzyskała stopień doktora nauk weterynaryjnych na podstawie rozprawy pt. Wpływ koenzymu Q10 i witaminy E na regenerację mięśni szkieletowych u świń, której promotorem był Tadeusz Rotkiewicz. W tym samym roku została zatrudniona na tejże uczelni, a w 2019 roku uzyskała na niej stopień doktora habilitowanego nauk rolniczych w dyscyplinie weterynarii na podstawie pracy pt. Badania nad przebiegiem pouszkodzeniowej regeneracji włókien mięśni poprzecznie prążkowanych w warunkach ekspozycji na działanie wybranych czynników o właściwościach miotoksycznych i mioprotekcyjnych.